# Centre d'Investigacions arqueològiques d'Osona
El Centre d'Investigacions Arqueològiques d'Osona (CIAO), fundat el 1985, és una associació formada per una trentena d'arqueòlegs professionals. Aquest centre es dedica a la difusió dels resultats de les excavacions arqueològiques i els projectes de recerca que es fan a la comarca, a més d'organitzar exposicions, cursos i altres activitats relacionades amb l'arqueologia. Des del moment de la seva fundació, ha lluitat per millorar la situació de l'arqueologia a la comarca d'Osona reclamant a les institucions la creació de dues noves figures: les de l'arqueòleg municipal de Vic i l'arqueòleg comarcal, a més de la constitució d'un museu específic en el camp de l'arqueologia.